# Banque de Tunisie

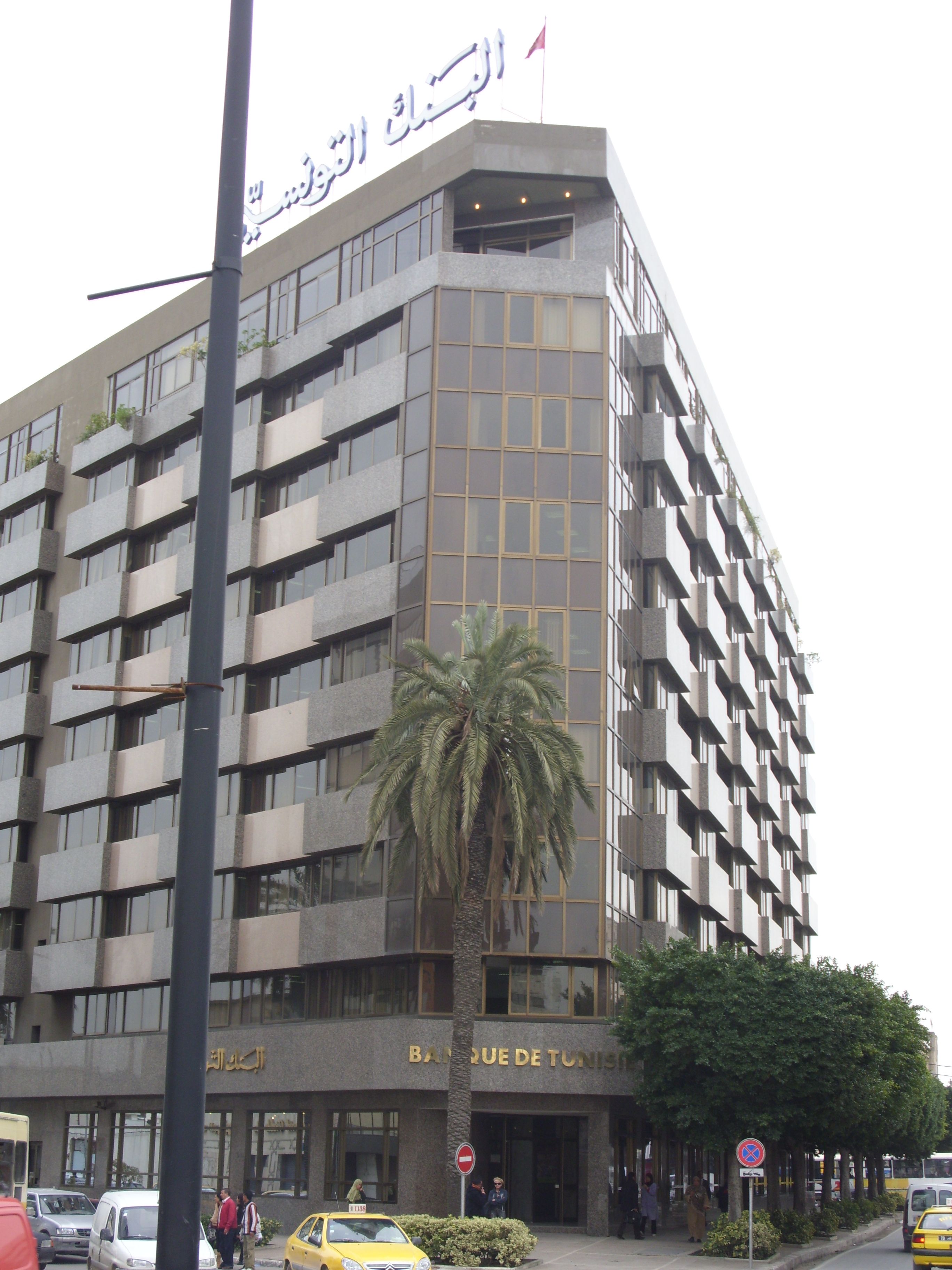
Sede do Banque de Tunisie

O Banque de Tunisie (BT) é um banco na Tunísia. Está listado na Bourse de Tunis desde 1990.

## Visão global
O Banque de Tunisie foi criado em 1884. Está sediado em Tunis, Tunísia. O banco francês Crédit Industriel et Commercial possui 20% de suas ações.
Belhassen Trabelsi, irmão de Leïla Ben Ali, esposa do ex-presidente Zine El Abidine Ben Ali, faz parte do Conselho.